# Kreuz Hamburg-Ost
Kreuz Hamburg-Ost is een knooppunt in de Duitse deelstaat Hamburg.
Bij dit spaghettiknooppunt in het oosten van de stad Hamburg kruist de A1 Heiligenhafen-Bremen de A24 naar Dreieck Havelland zo'n 24 kilometer ten noordwesten van Berlijn.

## Geografie
Het knooppunt ligt in de gemeente Barsbüttel in de Kreis Stormarn op de grens met de Vrije en Hanzestad Hamburg. De omliggende gemeenten Oststeinbek en Glinde. Nabijgelegen stadsdelen van Hamburg zijn Billstedt, Jenfeld, Rahlstedt en Tonndorf.
Het knooppunt ligt ongeveer 10 km ten oosten van centrum van Hamburg, ongeveer 85 km ten westen van Schwerin en ongeveer 50 km ten zuidwesten van Lübeck.
Door het zuidelijk deel van het knooppunt loopt de deelstaatsgrens tussen Sleeswijk-Holstein en Hamburg, het grootste deel van het knooppunt ligt echter in Sleeswijk-Holstein.

## Configuratie
Knooppunt
Het knooppunt bestaat uit twee gedeelten de A24 vanuit Hamburg sluit in een half-sterknooppunt.
De A24 uit de richting Berlijn sluit op de A1 aan in een splitsing. Hier ontbreekt namelijk de verbinding Lübeck-Berlijn. Deze verbinding loopt via afrit Barsbüttel op de A1 en Reinbek op de A24, die hier speciaal voor gebouwd zijn.
Tussen de beide knooppunten lopen de snelwegen samen in een parallelstructuur.
Rijstrook
Nabij het knooppunt heeft de A1 zowel ten noorden als ten zuiden van het knooppunt 2x3 rijstroken, en de A24 heeft zowel ten westen als ten oosten van het knooppunt 2x2 rijstroken. In de parallelstructuur hebben beide snelwegen 2x2 rijstoken.
In het half-sterknooppunt hebben de wegen van en naar het zuiden één rijstrook de andere hebben twee rijstroken.
In de splitsing hebben beide verbindingen met de A24 twee rijstroken.

## Verkeersintensiteiten
Dagelijks passeren ongeveer 140.000 voertuigen het knooppunt
| Van                       | Naar                      | Gemiddeld aantal voertuigen per dag | Percentage vrachtverkeer |
| ------------------------- | ------------------------- | ----------------------------------- | ------------------------ |
| AS Barsbüttel (A 1)       | AK Hamburg-Ost            | 81.600                              | 11,8 %                   |
| AK Hamburg-Ost            | AS Hamburg-Öjendorf (A 1) | 91.900                              | 17,1 %                   |
| AS Hamburg-Jenfeld (A 24) | AK Hamburg-Ost            | 58.600                              | 03,5 %                   |
| AK Hamburg-Ost            | AS Reinbek (A 24)         | 49.200                              | 10,3 %                   |

## Richtingen knooppunt
| Aansluitende wegen                                     | Aansluitende wegen                  | Aansluitende wegen | Aansluitende wegen | Aansluitende wegen                                             |
| ------------------------------------------------------ | ----------------------------------- | ------------------ | ------------------ | -------------------------------------------------------------- |
|                                                        |                                     |                    |                    | richting Barsbüttel Lübeck / Rostock Fehmarn / Puttgarden (DK) |
|                                                        |                                     |                    |                    |                                                                |
| richting Hamburg-Jenfeld Luchthaven Hamburg            | richting Reinbek / Schwerin Berlijn |                    |                    |                                                                |
|                                                        |                                     |                    |                    |                                                                |
| richting Hamburg-Zentrum / -Öjendorf Hannover / Bremen |                                     |                    |                    |                                                                |